# R-21 (missile)
Pour les articles homonymes, voir R21.

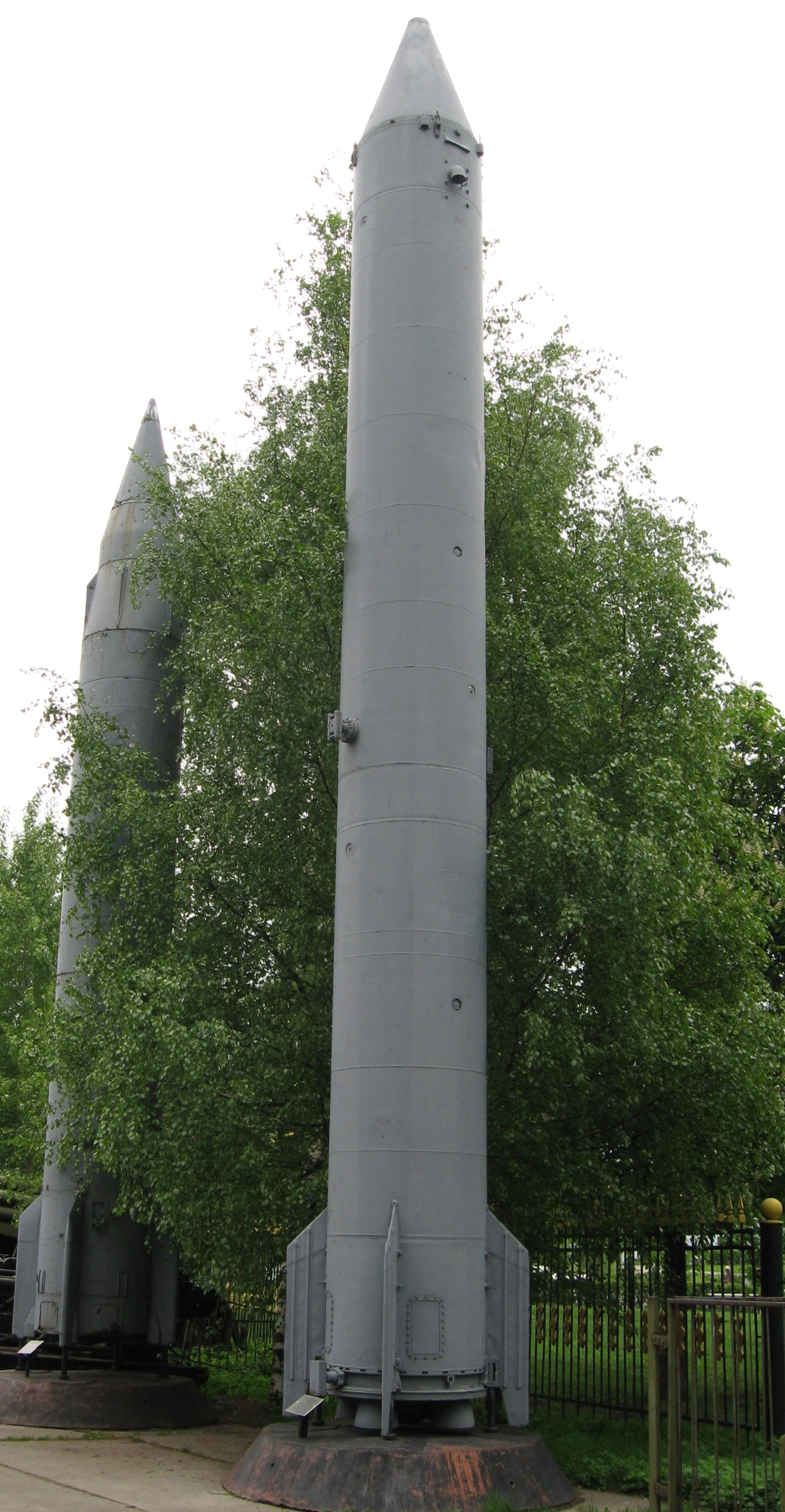
R-21.

Le R-21 (code OTAN : SS-N-5 Sark/Serb, indice GRAU : 4K55) est un missile mer-sol balistique stratégique développé par l'Union des républiques socialistes soviétiques (URSS) entre 1963 et 1989.
Il s'agit du premier missile nucléaire soviétique qui peut être lancé à partir d'un sous-marin immergé. Il a également deux fois la portée des missiles précédents.
Il a remplacé le R-11FM et le R-13 sur de nombreux sous-marins de classe Golf et de classe Hotel. Il a été à son tour remplacé par le missile R-27 transporté par les sous-marins de classe Yankee.